# José António de Miranda Pereira de Meneses
José António de Miranda Pereira de Meneses CvC • ComNSC (9 de Agosto de 1786 - 25 de Novembro de 1853), 1.º Visconde de Meneses, foi um juiz português.

## Biografia
Era Doutor em Direito pela Faculdade de Direito da Universidade de Coimbra e em Medicina pela Universidade de Edimburgo e foi Fidalgo Cavaleiro da Casa Real, Conselheiro de Sua Majestade Fidelíssima, Juiz Conselheiro do Tribunal do Tesouro Público e do Tribunal Fiscal de Contas, Comendador da Ordem de Nossa Senhora da Conceição de Vila Viçosa e Cavaleiro da Ordem Militar de Cristo.
O título de 1.º Visconde de Meneses foi-lhe concedido, em duas vidas, por Decreto de D. Maria II de Portugal de 20 de Junho de 1851.

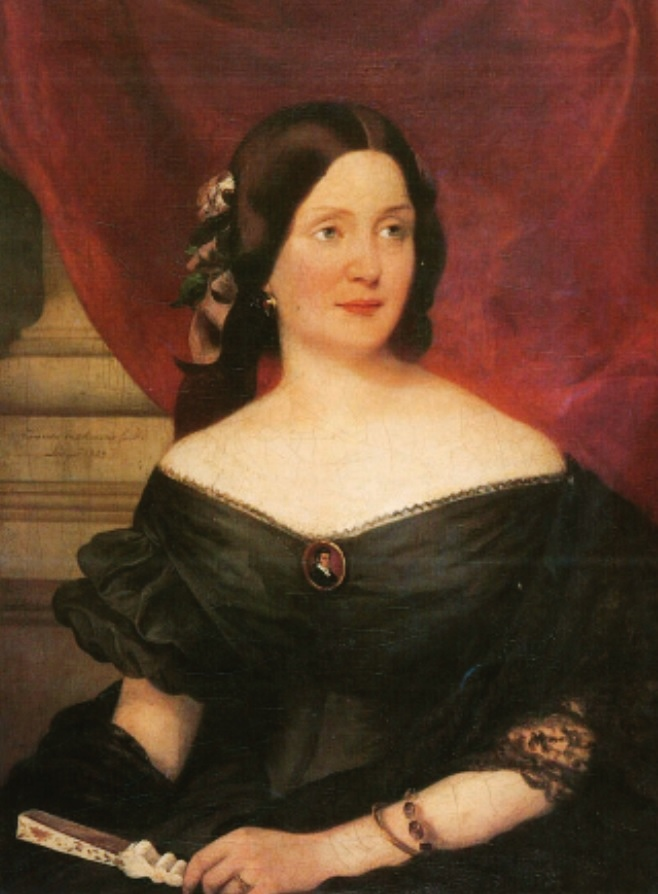
D. Elisa Eugénia, Viscondessa de Meneses (1859)

## Casamento e descendência
Casou com Elisa Eugenia (Elisa Eugénia) Edwards de Desanges (Londres, 23 de Março de 1802 - ?), filha de Joseph (José) Edwards e de sua mulher Elisabeth (Isabel) de Desanges, dos Marqueses de Desanges, em França, com geração. Foi seu filho primogénito Luís de Miranda Pereira de Meneses, 2.º Visconde de Meneses.